# Табит (лунный кратер)
Кратер Табит (лат. Thebit) — крупный ударный кратер в области восточного побережья Моря Облаков на видимой стороне Луны. Название присвоено в честь сабийского астронома, математика, механика и врача Сабита ибн Курры (826—901) и утверждено Международным астрономическим союзом в 1935 г. Образование кратера относится к позднеимбрийскому периоду.

## Описание кратера

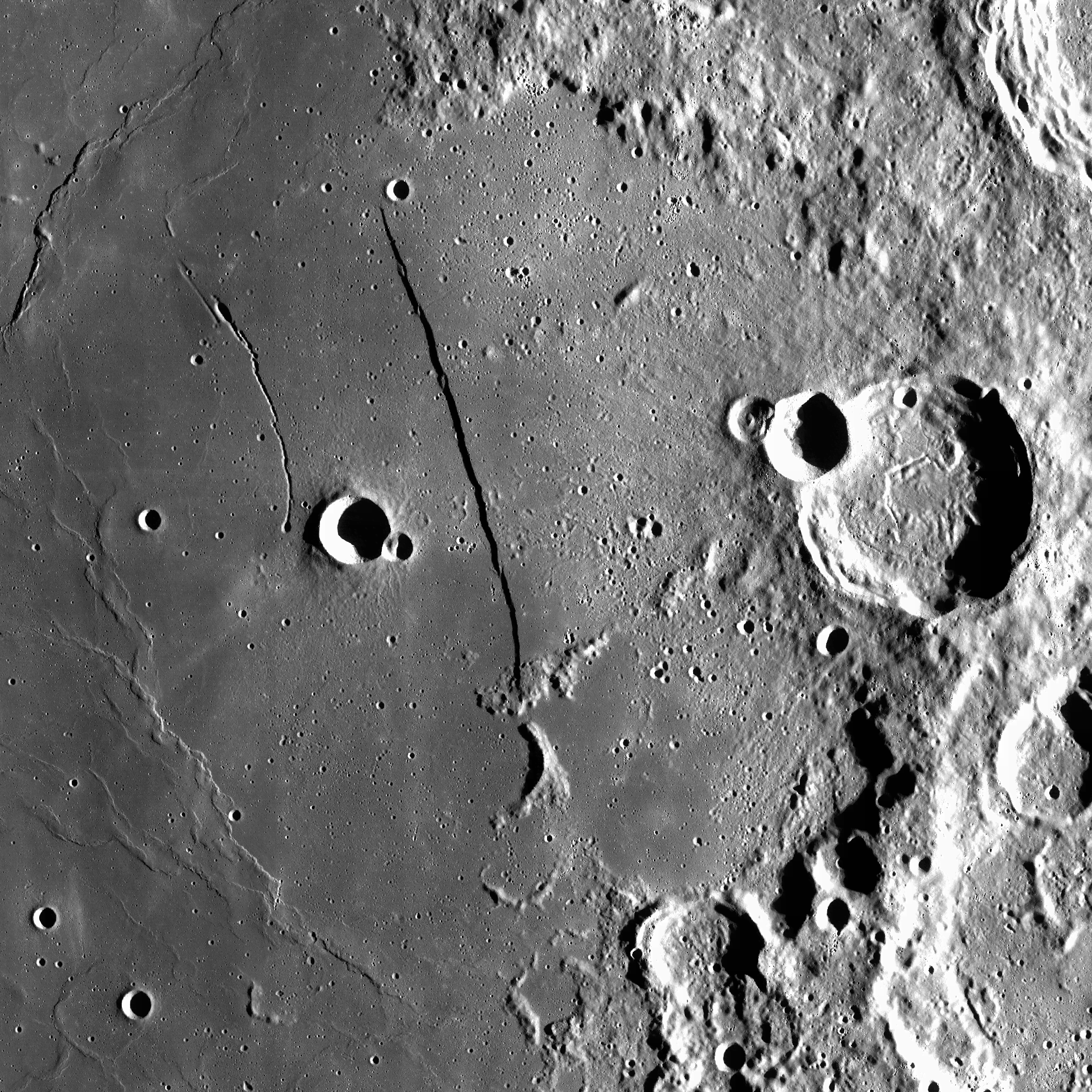
Окрестности кратера Табит (крайний слева). Снимок зонда Lunar Reconnaissance Orbiter.

Кратер Табит расположен у подножия восточной части внутреннего склона большого древнего кратера диаметром 220 км, который имеет неофициальное название Древний Табит (см. фото). Ближайшими соседями кратера Табит являются небольшой кратер Берт на западе; кратер Арзахель на севере-северо-востоке; кратер Лакайль на востоке-юго-востоке и кратер Пурбах на юге-юго-востоке. На западе от кратера расположен уступ Прямая Стена; на северо-западе — мыс Тенария. Селенографические координаты центра кратера 22°01′ ю. ш. 4°01′ з. д. / 22,01° ю. ш. 4,02° з. д., диаметр 54,6 км, глубина 3270 м.
Кратер Табит имеет близкую к циркулярной форму c двойным выступом в юго-восточной части и умеренно разрушен. Вал несколько сглажен, но сохранил достаточно четкие очертания, с массивным внешним склоном. Северо-западная часть вала перекрыта сателлитным кратером Табит A, северо-западная часть которого, в свою очередь, перекрыта сателлитным кратером Табит L. Внутренний склон вала террасовидной структуры, северная часть склона отмечена маленьким приметным чашеобразным кратером. Высота вала над окружающей местностью достигает 1180 м, объем кратера составляет приблизительно 2600 км³. Дно чаши пересеченное, с изобилием хаотично расположенных коротких хребтов. Центральная часть чаши относительно ровная, с едва заметным центральным холмом высотой 500 м.

## Сателлитные кратеры
| Табит | Координаты                                          | Диаметр, км |
| ----- | --------------------------------------------------- | ----------- |
| A     | 21°35′ ю. ш. 4°56′ з. д. / 21,58° ю. ш. 4,93° з. д. | 19,9        |
| B     | 22°17′ ю. ш. 6°17′ з. д. / 22,29° ю. ш. 6,28° з. д. | 3,6         |
| C     | 21°16′ ю. ш. 4°07′ з. д. / 21,27° ю. ш. 4,12° з. д. | 5,4         |
| D     | 19°47′ ю. ш. 8°16′ з. д. / 19,79° ю. ш. 8,26° з. д. | 5,0         |
| E     | 23°07′ ю. ш. 4°39′ з. д. / 23,12° ю. ш. 4,65° з. д. | 6,9         |
| F     | 23°02′ ю. ш. 5°22′ з. д. / 23,04° ю. ш. 5,37° з. д. | 3,6         |
| J     | 22°33′ ю. ш. 5°32′ з. д. / 22,55° ю. ш. 5,53° з. д. | 9,6         |
| K     | 23°08′ ю. ш. 3°47′ з. д. / 23,14° ю. ш. 3,79° з. д. | 4,6         |
| L     | 21°28′ ю. ш. 5°22′ з. д. / 21,47° ю. ш. 5,37° з. д. | 10,6        |
| P     | 24°04′ ю. ш. 5°38′ з. д. / 24,06° ю. ш. 5,63° з. д. | 77,1        |
| Q     | 20°05′ ю. ш. 4°14′ з. д. / 20,08° ю. ш. 4,24° з. д. | 15,9        |
| R     | 20°12′ ю. ш. 4°48′ з. д. / 20,2° ю. ш. 4,8° з. д.   | 8,4         |
| S     | 24°53′ ю. ш. 7°13′ з. д. / 24,88° ю. ш. 7,22° з. д. | 17,3        |
| T     | 20°40′ ю. ш. 6°00′ з. д. / 20,67° ю. ш. 6° з. д.    | 2,2         |
| U     | 20°21′ ю. ш. 5°52′ з. д. / 20,35° ю. ш. 5,87° з. д. | 3,8         |

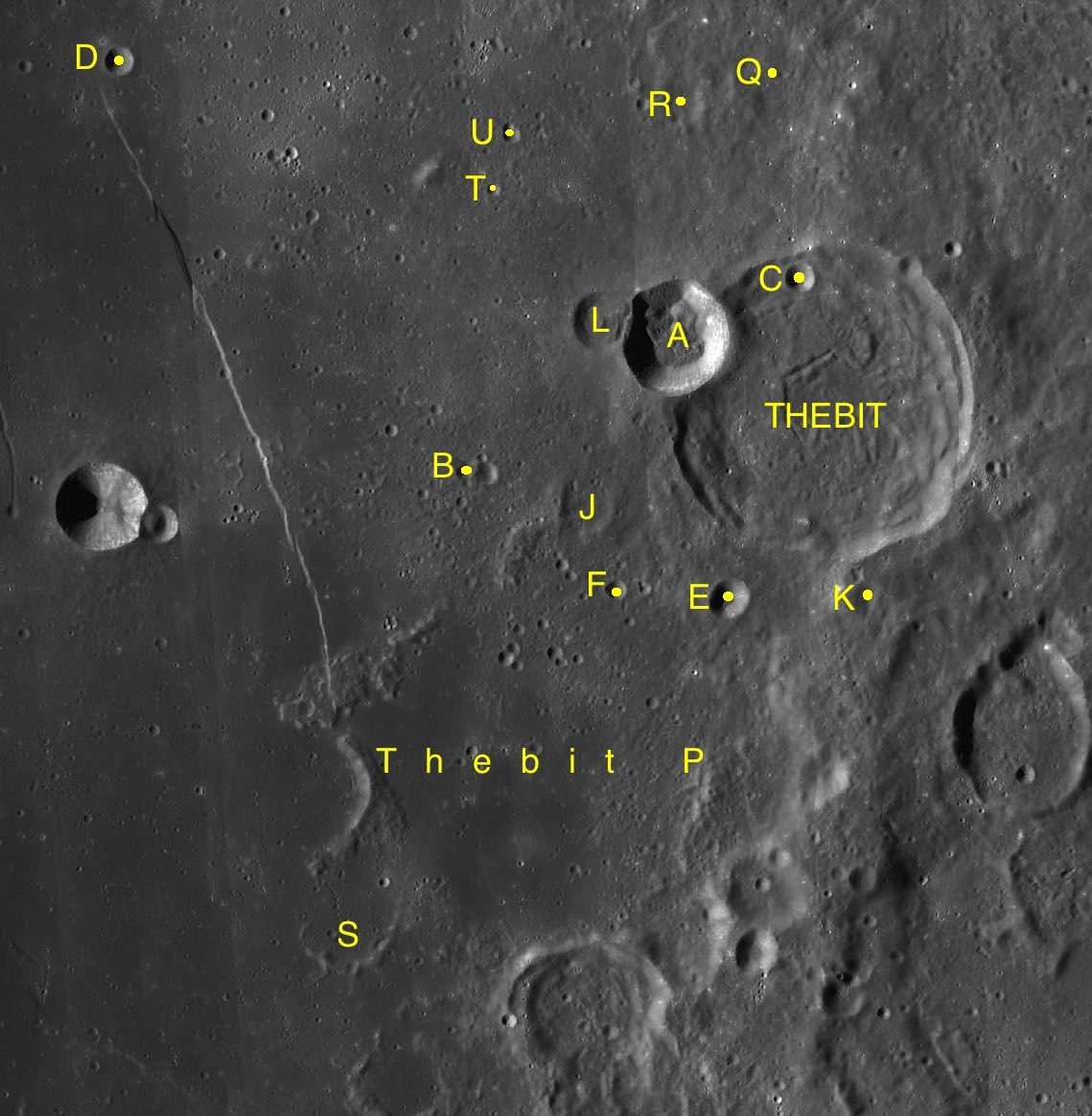
Фрагмент карты LAC-95.

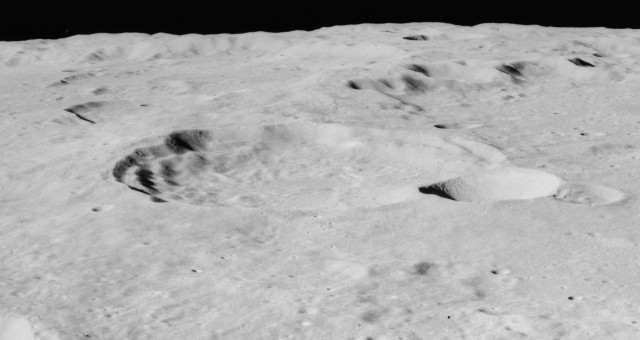
Косое изображение Аполлона-16

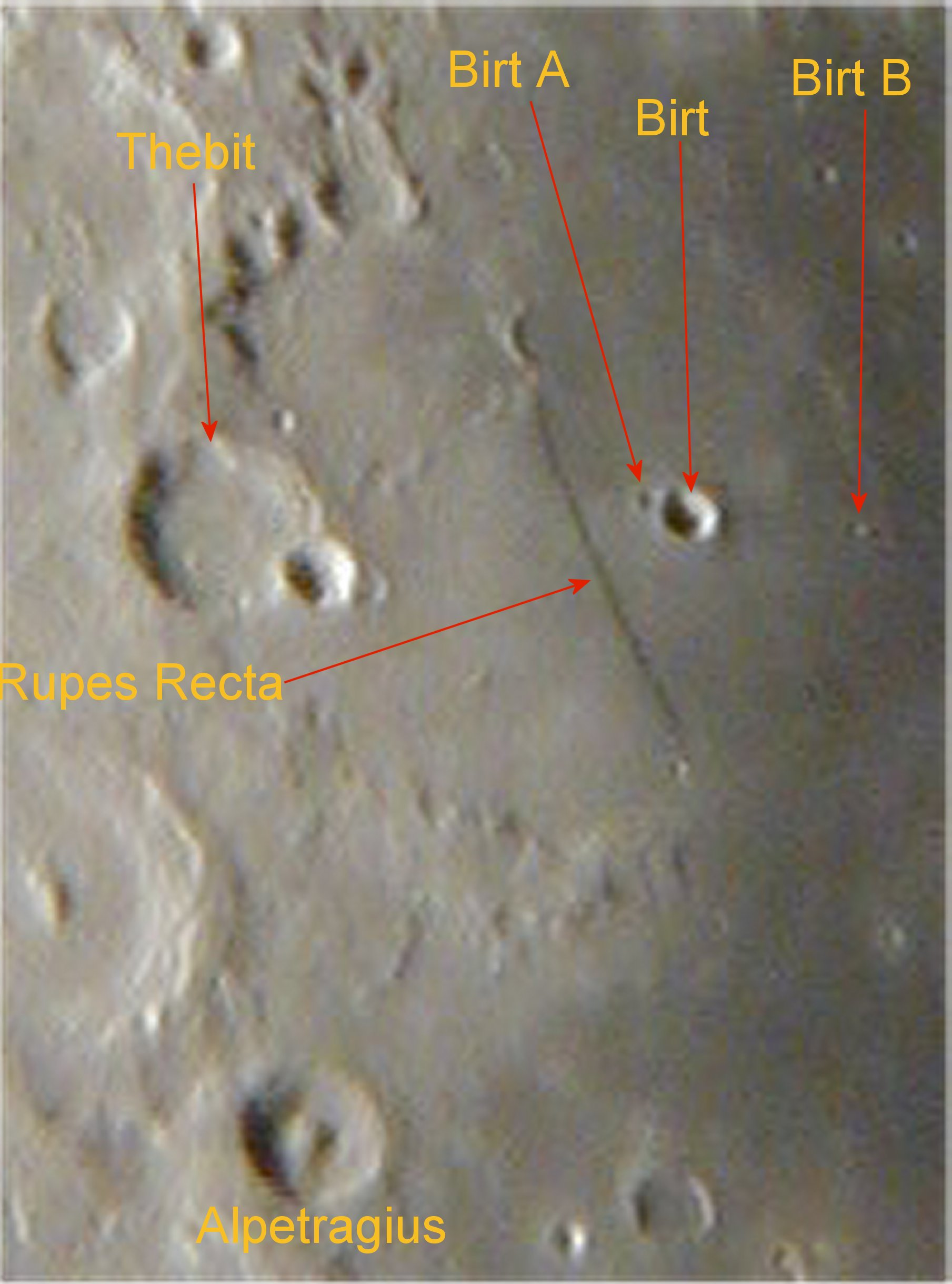
Другие кратеры возле Табита

- Образование сателлитного кратера Табит A относится к коперниковскому периоду[1].

- Образование сателлитного кратера Табит P относится к донектарскому периоду[1].

- Сателлитный кратер Табит A включен в список кратеров с яркой системой лучей Ассоциации лунной и планетарной астрономии (ALPO)[6] и в список кратеров с темными радиальными полосами на внутреннем склоне Ассоциации лунной и планетарной астрономии (ALPO)[7].